# Ortoncourt
Ortoncourt est une commune française située dans le département des Vosges en région Grand Est.

### Localisation

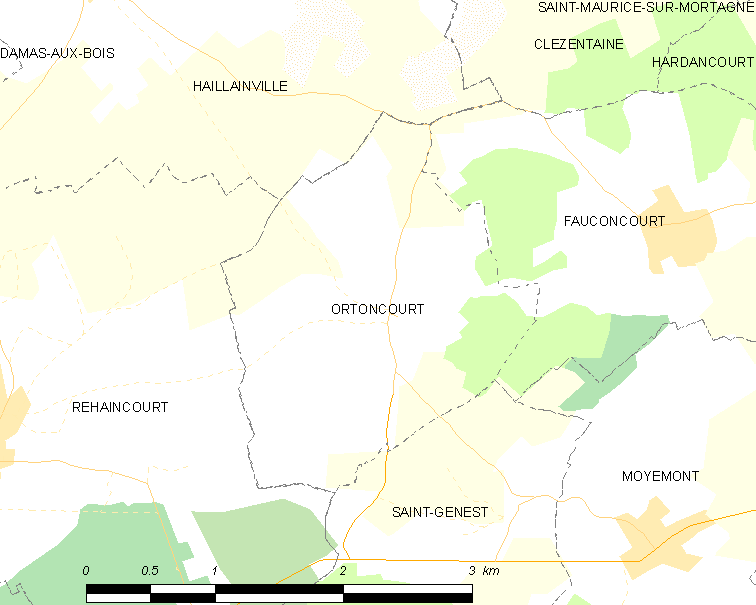
Situation géographique d'Ortoncourt.

## Géographie

### Géologie et relief
La commune se compose de 399,37 hectares de territoires agricoles (91,60 %) et 36,88 hectares de forêts et milieux semi-naturels (8,46 %).

### Hydrographie et les eaux souterraines
Hydrogéologie et climatologie : Système d’information pour la gestion des eaux souterraines du bassin Rhin-Meuse  :
Territoire communal : Occupation du sol (Corinne Land Cover); Cours d'eau (BD Carthage), :: Géologie : Carte géologique; Coupes géologiques et techniques,
 Hydrogéologie : Masses d'eau souterraine; BD Lisa; Cartes piézométriques
La commune est située dans le bassin versant du Rhin au sein du bassin Rhin-Meuse. Elle est drainée par le ruisseau de la Nauve,.

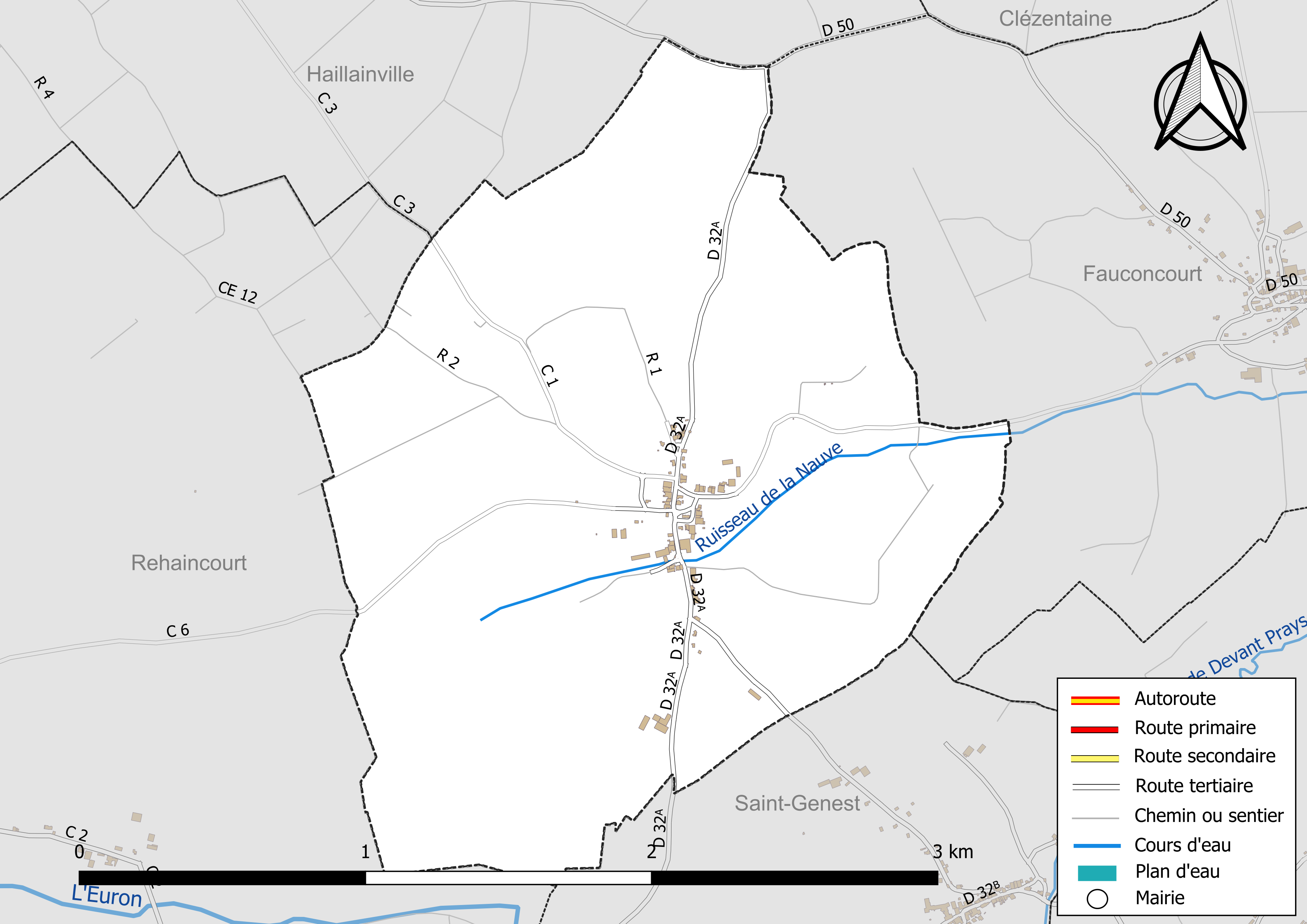
Réseaux hydrographique et routier d'Ortoncourt.

La qualité des eaux de baignade et des cours d’eau peut être consultée sur un site dédié géré par les agences de l’eau et l’Agence française pour la biodiversité.

### Climat
Pour des articles plus généraux, voir Climat du Grand Est et Climat des Vosges.
En 2010, le climat de la commune est de type climat de montagne, selon une étude du Centre national de la recherche scientifique s'appuyant sur une série de données couvrant la période 1971-2000. En 2020, Météo-France publie une typologie des climats de la France métropolitaine dans laquelle la commune est exposée à un climat semi-continental et est dans la région climatique  Lorraine, plateau de Langres, Morvan, caractérisée par un hiver rude (1,5 °C), des vents modérés et des brouillards fréquents en automne et hiver. 
Pour la période 1971-2000, la température annuelle moyenne est de 9,2 °C, avec une amplitude thermique annuelle de 16,8 °C. Le cumul annuel moyen de précipitations est de 902 mm, avec 11,9 jours de précipitations en janvier et 9,9 jours en juillet. Pour la période 1991-2020, la température moyenne annuelle observée sur la station météorologique de Météo-France la plus proche, « Roville », sur la commune de Roville-aux-Chênes à 7 km à vol d'oiseau, est de 10,3 °C et le cumul annuel moyen de précipitations est de 833,3 mm. 
La température maximale relevée sur cette station est de 40 °C, atteinte le 25 juillet 2019 ; la température minimale est de −24,5 °C, atteinte le 2 janvier 1971,,. 
Les paramètres climatiques de la commune ont été estimés pour le milieu du siècle (2041-2070) selon différents scénarios d'émission de gaz à effet de serre à partir des nouvelles projections climatiques de référence DRIAS-2020. Ils sont consultables sur un site dédié publié par Météo-France en novembre 2022.

## Urbanisme

### Typologie
Au 1er janvier 2024, Ortoncourt est catégorisée commune rurale à habitat dispersé, selon la nouvelle grille communale de densité à sept niveaux définie par l'Insee en 2022.
Elle est située hors unité urbaine. Par ailleurs la commune fait partie de l'aire d'attraction d'Épinal, dont elle est une commune de la couronne,. Cette aire, qui regroupe 118 communes, est catégorisée dans les aires de 50 000 à moins de 200 000 habitants,.

### Occupation des sols
L'occupation des sols de la commune, telle qu'elle ressort de la base de données européenne d’occupation biophysique des sols Corine Land Cover (CLC), est marquée par l'importance des territoires agricoles (91,6 % en 2018), une proportion identique à celle de 1990 (91,6 %). La répartition détaillée en 2018 est la suivante : 
prairies (62,4 %), terres arables (26,6 %), forêts (8,4 %), zones agricoles hétérogènes (2,6 %). L'évolution de l’occupation des sols de la commune et de ses infrastructures peut être observée sur les différentes représentations cartographiques du territoire : la carte de Cassini (XVIIIe siècle), la carte d'état-major (1820-1866) et les cartes ou photos aériennes de l'IGN pour la période actuelle (1950 à aujourd'hui).

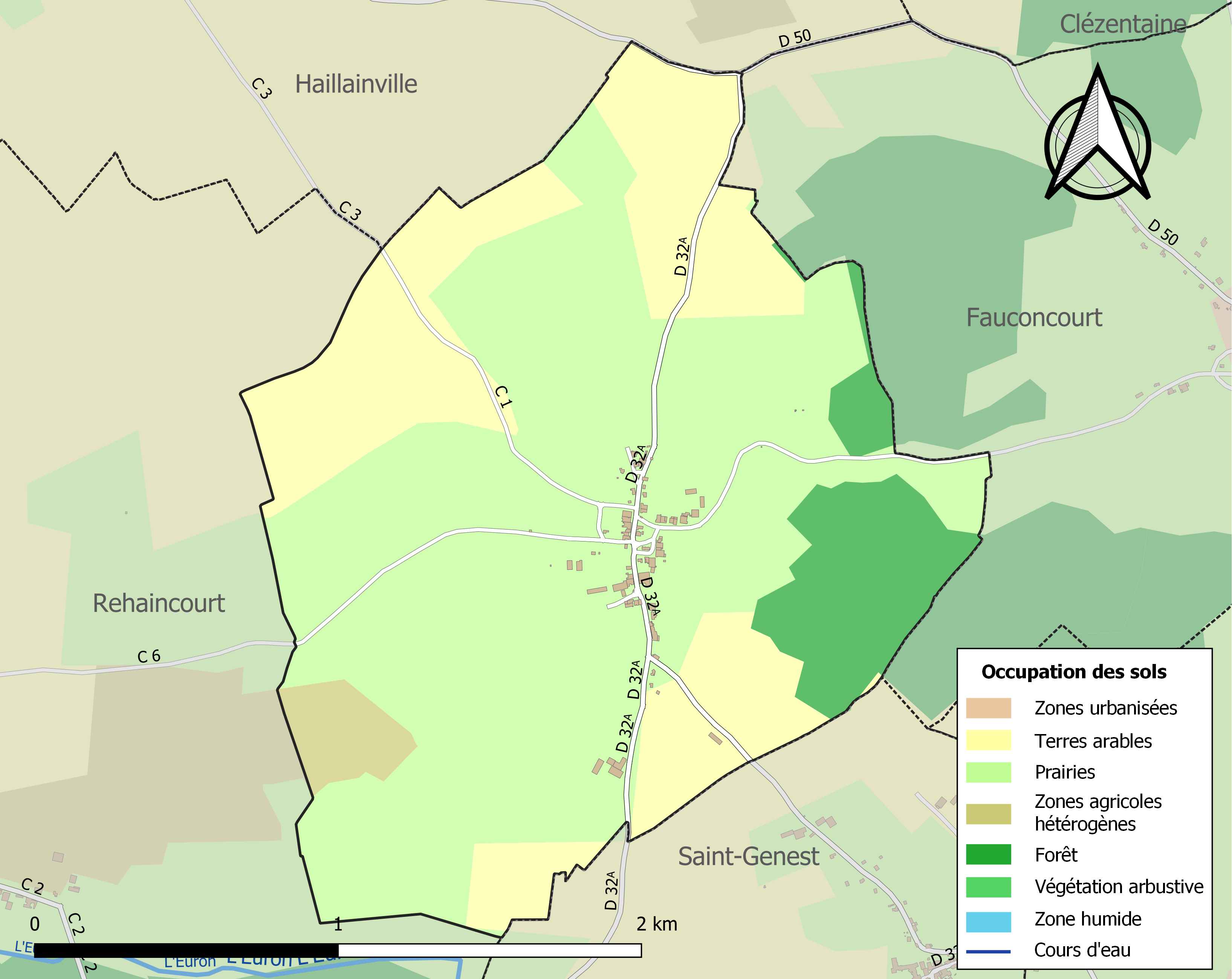
Carte des infrastructures et de l'occupation des sols de la commune en 2018 (CLC).

### Voies de communications et transports

#### Voies routières
- A31 (aussi appelée autoroute de Lorraine-Bourgogne). Échangeur Bulgnéville.
- D32 vers Rambervillers[15].

#### Transports en commun
- Fluo Grand Est.

#### Lignes SNCF

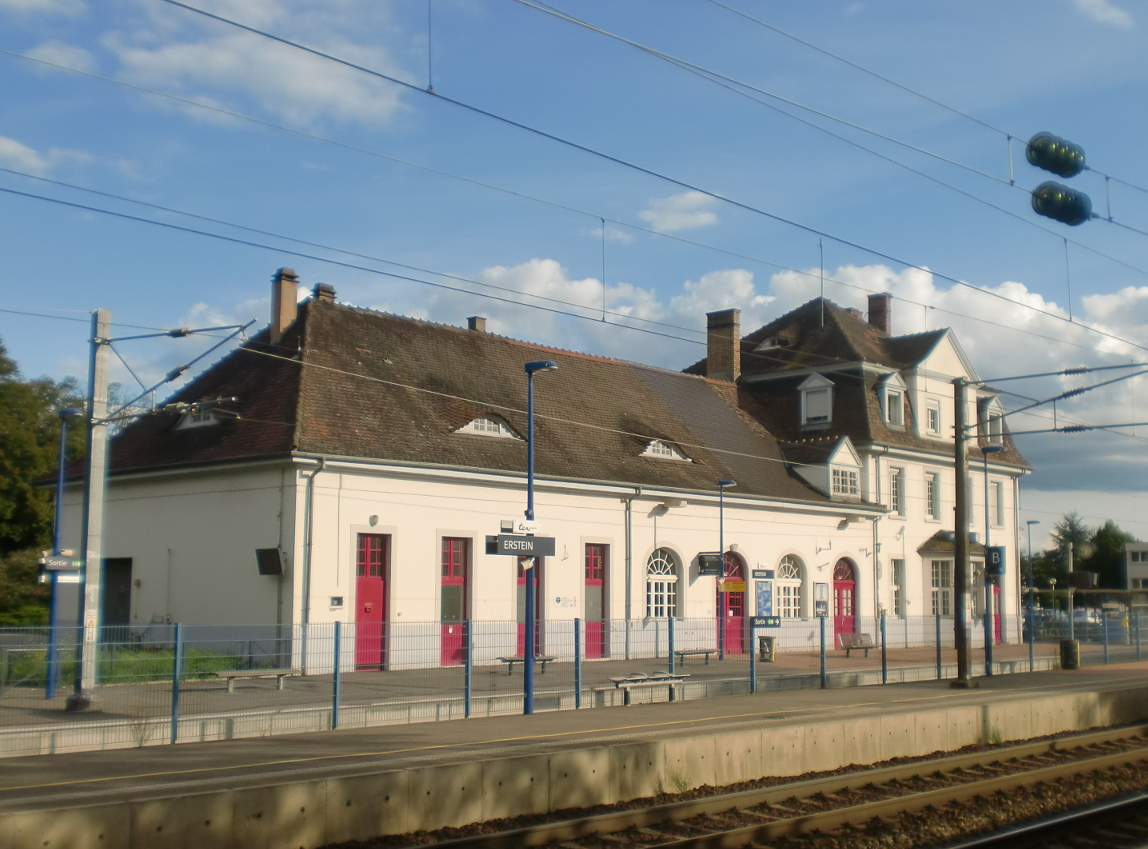
Gare de Charmes.

- Gare de Châtel - Nomexy,
- Gare de Thaon,
- Gare de Charmes,
- Gare de Bayon,
- Gare de Chenevières.

#### Transports aériens
- L'Aéroport d'Épinal-Mirecourt « Vosges Aéroport ».

À partir de l'été 2021, l’aéroport d’Épinal-Mirecourt est devenu le "pélicandrome" de la Zone Est et servira ainsi de base de ravitaillement et d’intervention pour les avions bombardiers d’eau connus sous le nom de Dash 8.

## Toponymie
Le nom de la localité est attesté sous les formes Ortonis curte, Orton curte (XIe siècle) ; Otuncort (1174) ; Attoncourt (1289) ; Otoncourt (1355) ; Aconcourt, corr. Atoncourt (1362) ; ? Mattheus de Hautoncourt (XIVe siècle) ; Autoncourt (1419) ; Octoncour (1449) ; Ortoncourt (1511) ; Ottoncourt (1549) ; Hortoncour (1656) ; Orthoncourt, Orthonis curia (1768).

## Histoire
Le nom de la commune, Ortonis curte, est attesté dès le XIe siècle. Ortoncourt appartenait au bailliage de Châtel-sur-Moselle. Son église, dédiée à saint Urbain, était annexe de Moyemont.
De 1790 à l’an IX, Ortoncourt a fait partie du canton de Fauconcourt dans le district de Rambervillers.
Durant la Deuxième Guerre mondiale, Jeanne Marie Tachet, surnommée Jeannette, une jeune fille native de cette commune y aurait eu des apparitions mystiques ; ces apparitions sont à l'étude en attente de reconnaissance par l’Église catholique.

## Politique et administration

### Budget et fiscalité 2023

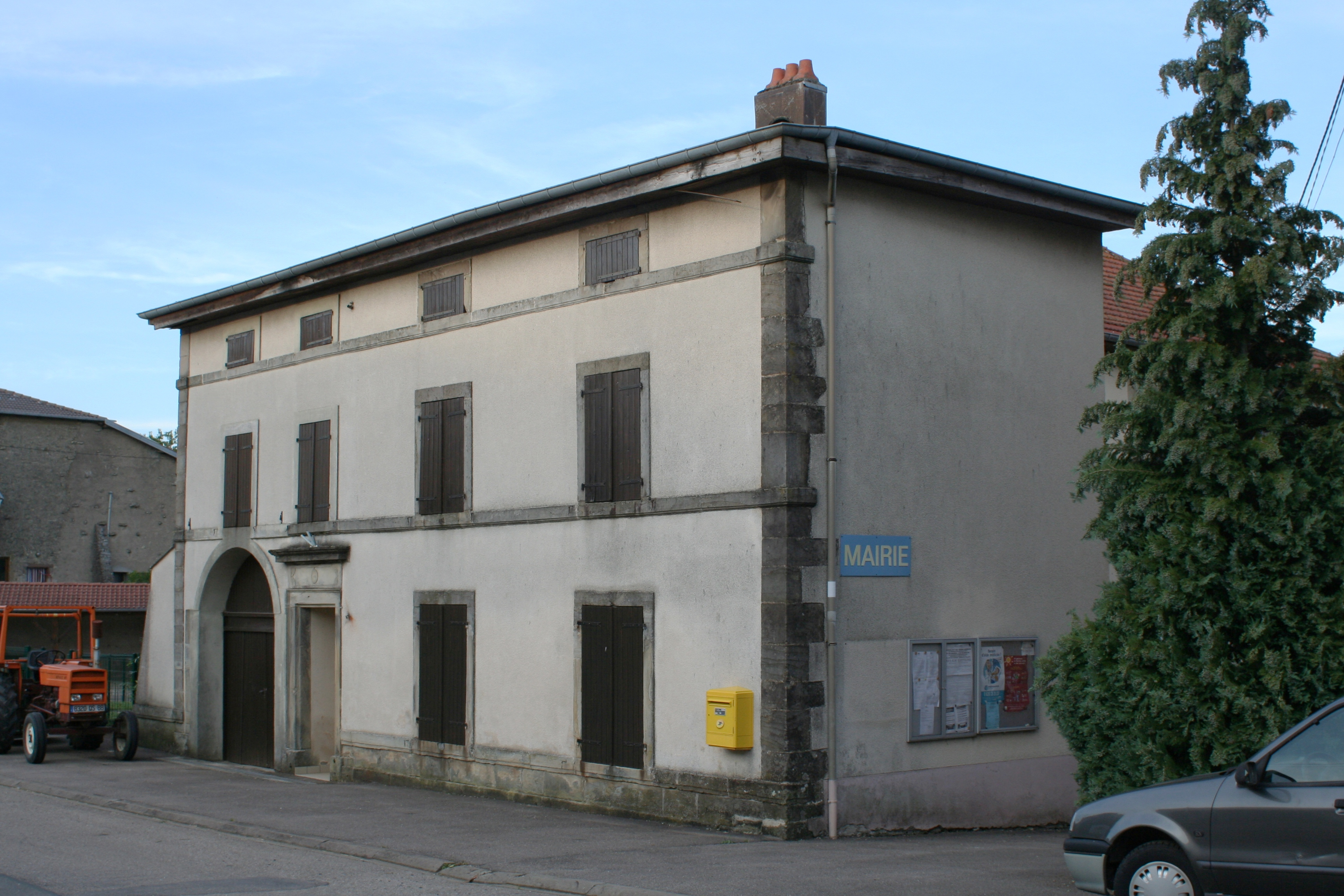
La mairie.

En 2023, le budget de la commune était constitué ainsi :
- total des produits de fonctionnement : 176 000 €, soit 2 098 € par habitant ;
- total des charges de fonctionnement : 90 000 €, soit 1 072 € par habitant ;
- total des ressources d'investissement : 55 000 €, soit 655 € par habitant ;
- total des emplois d'investissement : 21 000 €, soit 246 € par habitant ;
- endettement : 0 €, soit 0 € par habitant.

Avec les taux de fiscalité suivants :
- taxe d'habitation : 18,91 % ;
- taxe foncière sur les propriétés bâties : 34,56 % ;
- taxe foncière sur les propriétés non bâties : 16,47 % ;
- taxe additionnelle à la taxe foncière sur les propriétés non bâties : 0,00 % ;
- cotisation foncière des entreprises : 0,00 %.

Chiffres clés Revenus et pauvreté des ménages en 2021 : médiane en 2021 du revenu disponible, par unité de consommation.

## Économie

### Entreprises et commerces

#### Commerces
- Commerces et services de proximité[22]

### Liste des maires
| Période                                  | Période   | Identité         | Étiquette | Qualité     |
| ---------------------------------------- | --------- | ---------------- | --------- | ----------- |
| Les données manquantes sont à compléter. |           |                  |           |             |
| mars 2001                                | mars 2014 | Philippe Jeanroy |           |             |
| mars 2014                                | En cours  | Yannick Colin    |           | Agriculteur |

## Population et société

### Démographie

#### Évolution démographique
L'évolution du nombre d'habitants est connue à travers les recensements de la population effectués dans la commune depuis 1793. Pour les communes de moins de 10 000 habitants, une enquête de recensement portant sur toute la population est réalisée tous les cinq ans, les populations de référence des années intermédiaires étant quant à elles estimées par interpolation ou extrapolation. Pour la commune, le premier recensement exhaustif entrant dans le cadre du nouveau dispositif a été réalisé en 2008.

En 2022, la commune comptait 87 habitants, en évolution de −3,33 % par rapport à 2016 (Vosges : −2,96 %, France hors Mayotte : +2,11 %).
| 1793 | 1800 | 1806 | 1821 | 1831 | 1836 | 1841 | 1846 | 1856 |
| ---- | ---- | ---- | ---- | ---- | ---- | ---- | ---- | ---- |
| 168  | 218  | 226  | 248  | 299  | 268  | 294  | 304  | 301  |

| 1861 | 1866 | 1876 | 1881 | 1886 | 1891 | 1896 | 1901 | 1906 |
| ---- | ---- | ---- | ---- | ---- | ---- | ---- | ---- | ---- |
| 290  | 302  | 278  | 258  | 261  | 263  | 229  | 220  | 216  |

| 1911 | 1921 | 1926 | 1931 | 1936 | 1946 | 1954 | 1962 | 1968 |
| ---- | ---- | ---- | ---- | ---- | ---- | ---- | ---- | ---- |
| 204  | 164  | 140  | 143  | 142  | 133  | 122  | 113  | 86   |

| 1975 | 1982 | 1990 | 1999 | 2006 | 2008 | 2013 | 2018 | 2022 |
| ---- | ---- | ---- | ---- | ---- | ---- | ---- | ---- | ---- |
| 76   | 96   | 88   | 75   | 80   | 81   | 88   | 87   | 87   |

### Enseignement
Établissements d'enseignements :
- Écoles maternelles à Fauconcourt, Rehaincourt, Romont, Hadigny-les-Verrières, Rambervillers.
- Écoles primaires à Moyemont, Rehaincourt, Saint-Maurice-sur-Mortagne, Hadigny-les-Verrières, Roville-aux-Chênes.
- Collèges à Châtel-sur-Moselle, Rambervillers, Gerbéviller, Thaon-les-Vosges.
- Lycées à Roville-aux-Chênes, Thaon-les-Vosges, Épinal.

### Santé
Professionnels et établissements de santé :
- Médecins à Rambervillers, Magnières, Châtel-sur-Moselle, Nomexy, Girmont, Sercoeur, Vincey, Gerbéviller, Thaon-les-Vosges.
- Pharmacies à Rambervillers, Magnières, Châtel-sur-Moselle, Nomexy, Portieux, Gerbéviller, Thaon-les-Vosges.
- Hôpitaux à Rambervillers, Châtel-sur-Moselle, Thaon-les-Vosges, Charmes, Golbey.

### Cultes
- Culte catholique, Paroisse Notre-Dame-de-la-Mortagne[30], Diocèse de Saint-Dié.

## Lieux et monuments

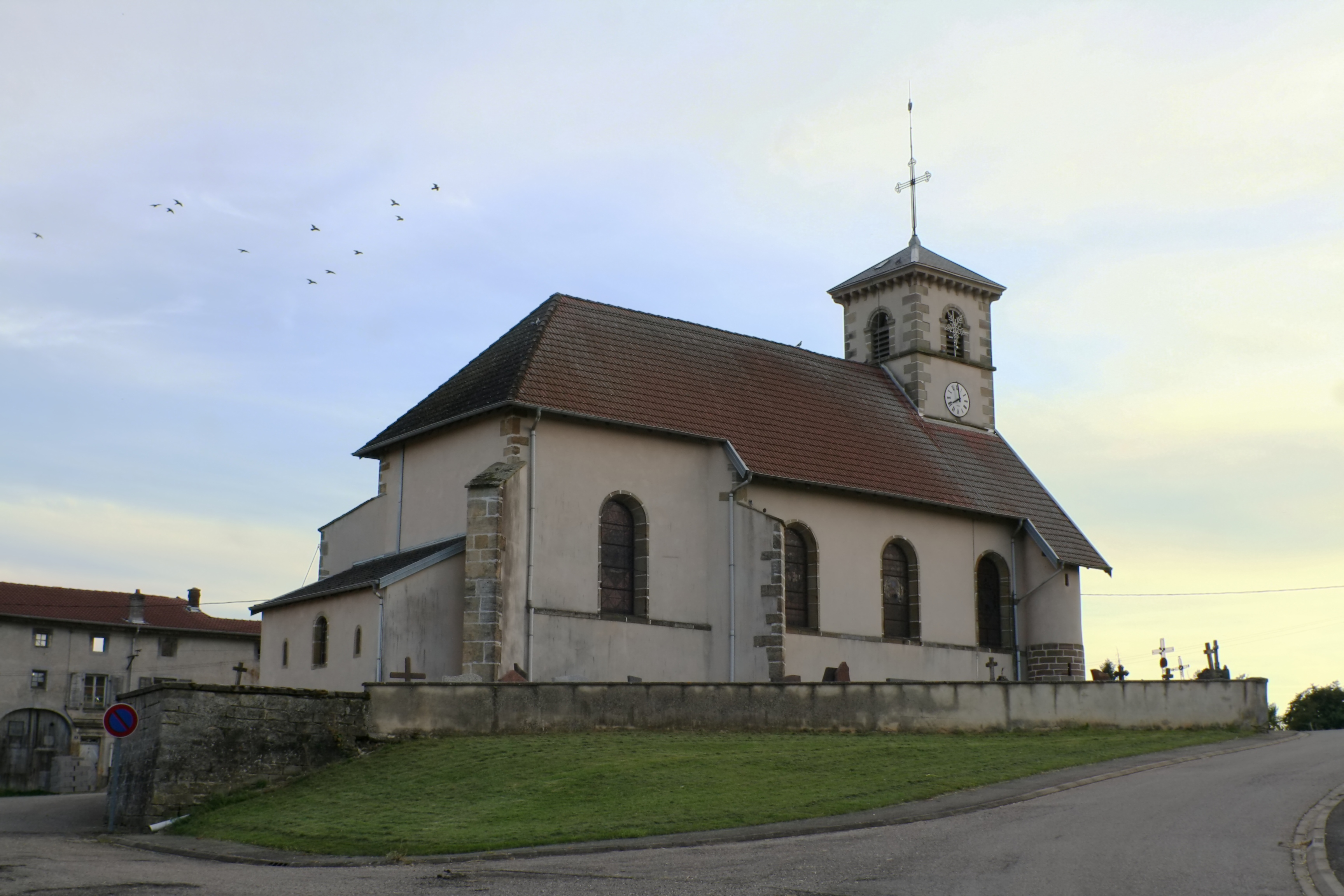
Église Saint Urbain.
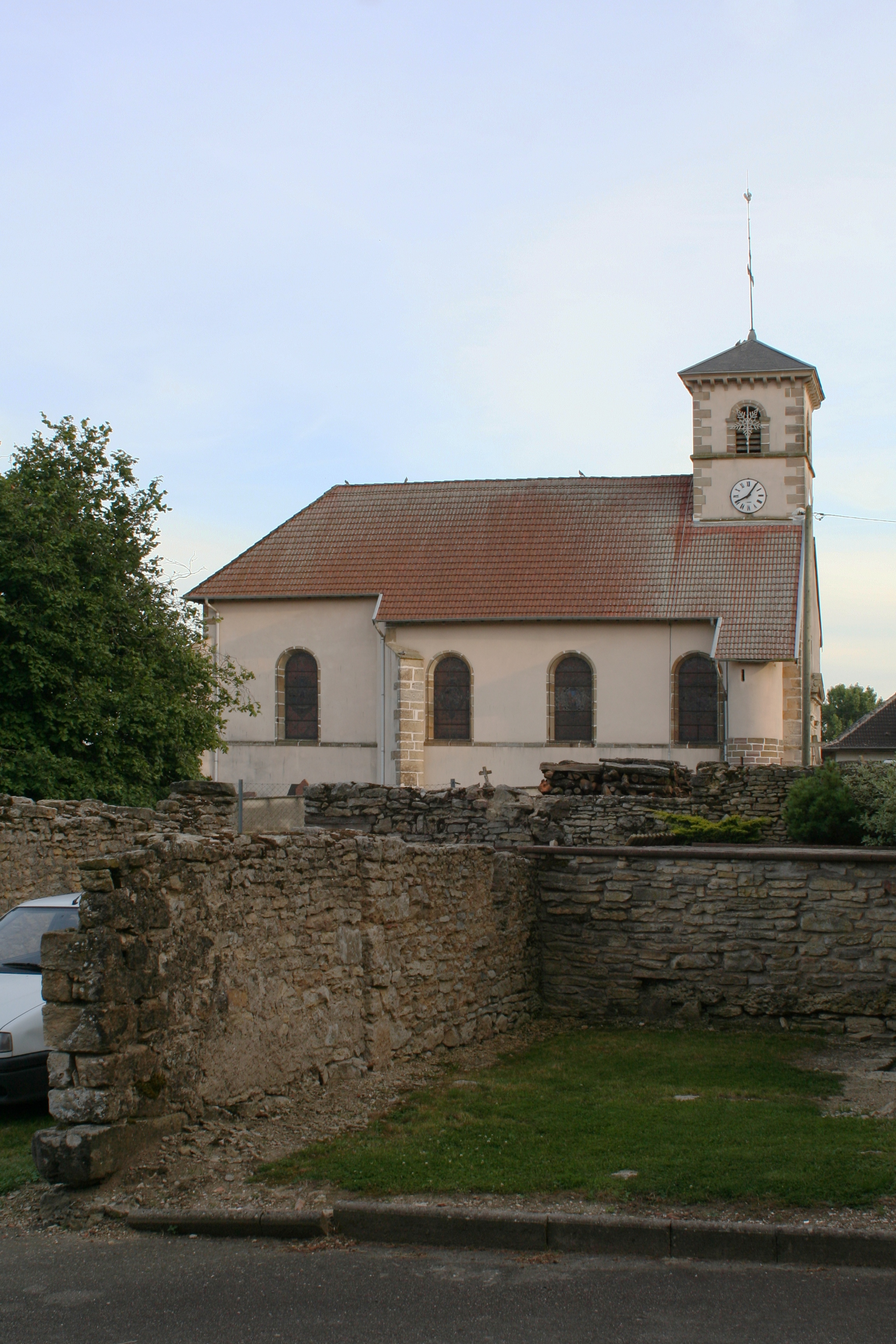
Église Saint-Urbain.
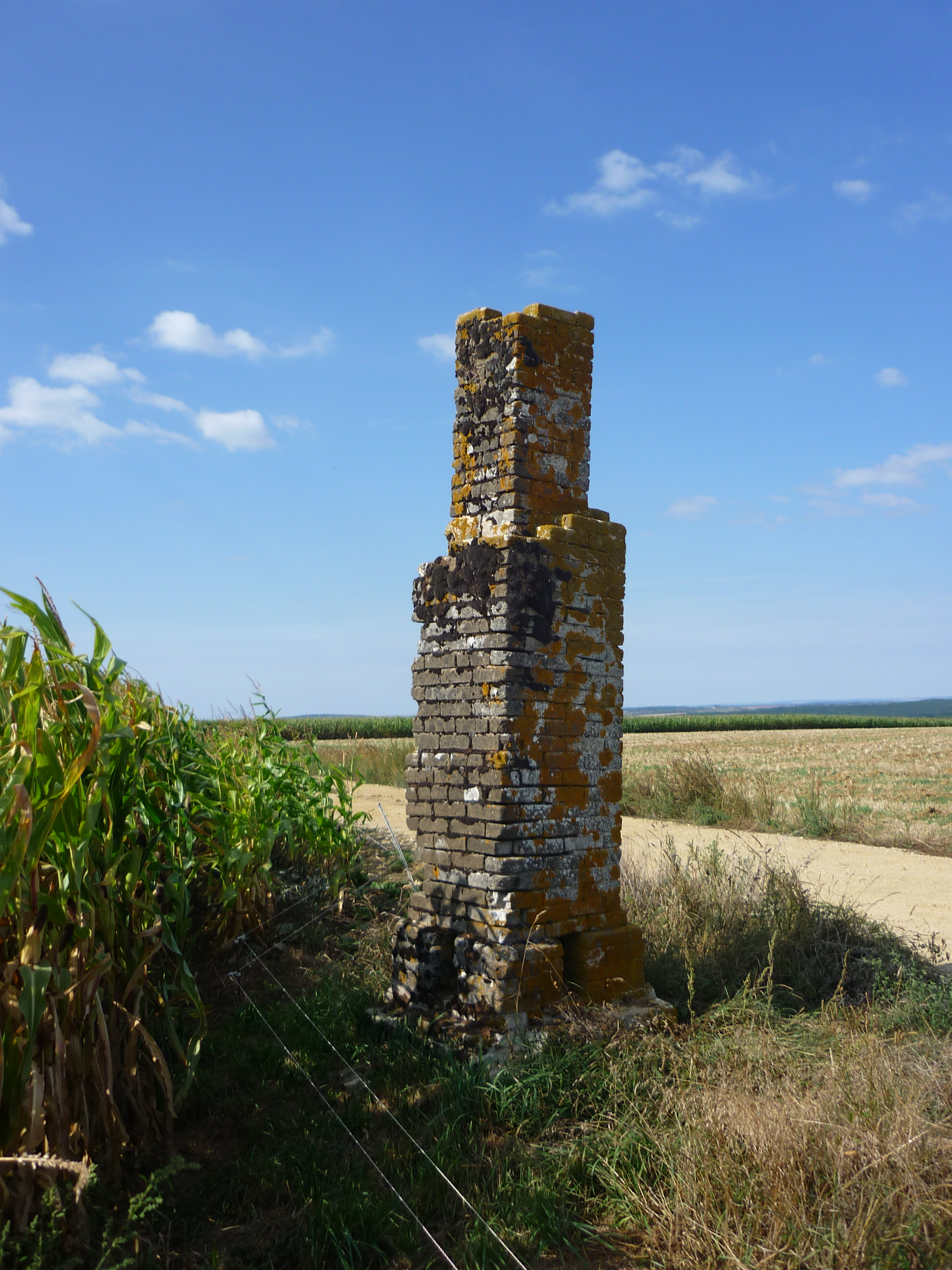
Cheminée géodésique de Rehaincourt à la limite avec Ortoncourt.

- Église Saint Urbain[31] :

* Autel, tabernacle, retable classé monument historique datés de 1715-1720 et attribué à Jean Bailli, sculpteur et doreur à Damas-aux-Bois ;
* Garniture du maître-autel composée de six chandeliers et d'une croix d'autel datés de 1715-1720 comme l'autel, est également classé monument historique.
- Oratoire dédié à Notre-Dame d'Ortoncourt[34].
- Ancien Presbytère de l'abbé Roth[35]
- Fontaines[36],[37].
- Monument aux morts[38],[39].
- Cheminée géodésique de Rehaincourt à la limite avec Ortoncourt.

## Pour approfondir